# Tiếng Sán Chay
Tiếng Sán Chay còn gọi là tiếng Cao Lan, đôi khi gọi là Mán Cao Lan, là một ngôn ngữ thuộc ngữ chi Thái, ngữ hệ Thái-Ka Đai được sử dụng ở miền bắc Việt Nam. Đây là ngôn ngữ của nhóm người Cao Lan, dân tộc Sán Chay. Theo Pittayaporn (2009), nó gần nhất với tiếng Tráng Sùng Tả và Thượng Tư ở bên kia biên giới ở Trung Quốc (theo Ethnologue, cả hai đều được gộp vào tiếng Tráng Ung Nam, dù tiếng Tráng Ung Nam có lẽ là đa nguyên). Tiếng Cao Lan cùng với tiếng Tráng Sùng Tả và Thượng Tư tạo thành một trong số các nhánh chính của ngữ chi Thái (Pittayaporn 2009).

## Nhân khẩu học
Tiếng Cao Lan được nói bởi nhóm người Cao Lan nhiều nhất ở tỉnh Tuyên Quang. Theo người dân, người Cao Lan và Sán Chí đến Việt Nam từ miền nam Trung Quốc vào khoảng 400 năm trước đây đã hợp với nhau thành một nhóm gọi là dân tộc Sán Chay, mặc dù họ nói hai ngôn ngữ khác nhau. Đáng chú ý, cả hai đều sử dụng chữ Hán để ghi lại ngôn ngữ của mình. Theo Gregerson & Edmondson (1998), dân tộc này cũng được tìm thấy ở các tỉnh Yên Bái, Thái Nguyên, Vĩnh Phúc, Bắc Giang, Lạng Sơn, Quảng Ninh với số lượng ít hơn.

## Phân loại
Gregerson & Edmondson (1998) cho rằng tiếng Cao Lan mang đặc điểm của cả nhóm ngôn ngữ Thái Bắc và Thái Trung Tâm. Giống như tiếng Ai ở miền bắc Quảng Tây, tiếng Cao Lan cũng thể hiện những ảnh hưởng từ Bình thoại (平話), một dạng tiếng Trung Quốc ở Quảng Tây, Trung Quốc. Haudricourt (1973) cho rằng người Cao Lan tiếp nhận một dạng ngôn ngữ Thái (tiếng Tráng) khi họ dừng chân ở Quảng Tây trong cuộc nam tiến. Còn nhóm người Sán Chay (nhóm Sán Chí, Sán Chỉ) nói một dạng tiếng Trung Quốc (có mối quan hệ với phương ngữ Sơn Tử ở Quảng Tây), có thể ban đầu là một tộc người Dao (Miền). Người Dao ở Phòng Thành Cảng, Quảng Tây tự gọi mình là san˧ tɕai˧. Ngày nay, nhóm người Sán Chay nói tiếng Trung Quốc sống chủ yếu ở Quảng Ninh, trong khi nhóm người nói tiếng Cao Lan tập trung chủ yếu ở Tuyên Quang, Thái Nguyên và Bắc Giang.